# Pseudomuscari
Pseudomuscari é um género botânico pertencente à família Asparagaceae.

## Espécies
- Pseudomuscari azureum (Fenzl) Garbari & Greuter
- Pseudomuscari chalusicum (D.C.Stuart) Garbari
- Pseudomuscari coeleste (Fomin) Garbari
- Pseudomuscari coeruleum (Losinsk.) Garbari
- Pseudomuscari forniculatum (Fomin) Garbari
- Pseudomuscari inconstrictum (Rech.f.) Garbari
- Pseudomuscari pallens (M.Bieb.) Garbari	Accepted	H